# Jeanne Grey
Pour les articles homonymes, voir Grey.
Jeanne Grey ou Lady Jane Grey en anglais, née en octobre 1537 et morte le 12 février 1554 à Londres, est brièvement reine d'Angleterre en juillet 1553, entre la mort de son cousin Édouard VI et sa déposition au profit de Marie Ire. Son court règne lui a valu le surnom de Nine Days Queen, « la reine de neuf jours ».
Arrière-petite-fille d'Henri VII, roi d'Angleterre, et petite-fille de Marie Tudor, veuve de Louis XII, Jeanne Grey est choisie comme successeur par Édouard VI, qui exclut de la succession ses demi-sœurs Marie et Élisabeth Ire afin d'éviter que Marie la catholique ne monte sur le trône. Cependant, la jeune reine est rapidement évincée par sa cousine Marie, qui la fait enfermer à la tour de Londres. Bien consciente que Jeanne a été manipulée par John Dudley, Marie souhaite dans un premier temps l'épargner. Elle la fait malgré tout exécuter en raison de sa participation supposée à un complot et à cause de la révolte menée par son père, le duc de Suffolk.
Lady Jeanne, en dépit de son très jeune âge au moment de sa mort, avait déjà été repérée par ses contemporains comme « une dame de bonne réputation ». Elle est d'ailleurs décrite par l’historienne Alison Weir comme « un des esprits féminins les plus érudits du XVIe siècle ».

## Biographie

### Enfance et éducation

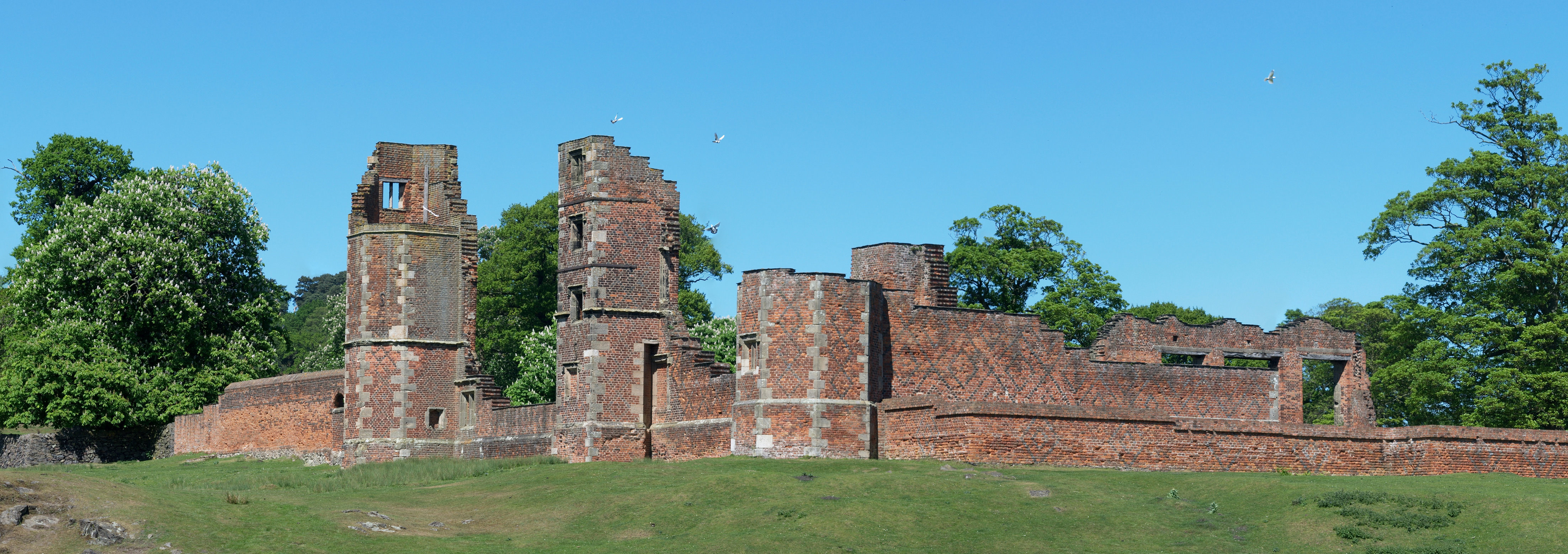
Bradgate House, ruines du XVIe siècle.

Lady Jeanne naît en octobre 1537 à Bradgate près de Leicester. Elle est la fille aînée d’Henry Grey, 3e marquis de Dorset, et de son épouse Frances, elle-même fille du duc de Suffolk Charles Brandon. Par leur mère, Jeanne et ses deux sœurs Catherine et Marie sont les petites-nièces du roi d'Angleterre Henri VIII. Leur père est également un descendant d’Élisabeth Woodville, l’épouse d’Édouard IV.
On lui enseigne très tôt les langues anciennes et contemporaines, ainsi que les vertus de la religion protestante.
Son enfance est rendue difficile par une mère exigeante et volontiers abusive. Elle tente en effet d’endurcir Jeanne, dont le comportement réservé et la soumission l’irritent, en la maltraitant. Privée d’amour maternel, sa fille se consacre aux livres. Cependant, elle ne se croit pas capable de satisfaire ses parents. Jeanne confie ainsi à Roger Ascham, le tuteur de sa cousine Élisabeth Ire Tudor :

« Quand je me trouve en présence de mon père ou de ma mère, si je parle, me tais, m’assois, suis debout, pars, mange, bois, me réjouis ou m’attriste, couds, joue, danse, fais n’importe quelle chose, il faut que je l’entreprenne comme si la tâche était d’une importance infinie et que je l’achève à la perfection avec laquelle Dieu a créé le monde ; sinon, ils me raillent sans merci, ils me menacent cruellement, parfois par la force… pour que je me croie être en enfer. »

Au printemps 1547, alors qu'elle n'a pas encore dix ans, ses parents en font une pupille de la reine Catherine Parr, la dernière épouse du roi Henri VIII. L’affection de Catherine aide Jeanne à s'épanouir enfin. Elle est présentée dans le même temps à ses cousins royaux, Édouard, Marie et Élisabeth.
Lorsque Catherine Parr meurt en couches en 1548, son mari Thomas Seymour, par ailleurs oncle du roi Édouard VI, propose que Jeanne épouse le souverain qui est son cousin. Cependant, le frère de Thomas, Edward, lord-protecteur et 1er duc de Somerset, a d'ores et déjà arrangé un mariage entre Édouard et Élisabeth, la fille du roi de France Henri II. Aucune de ces deux unions n’est toutefois conclue à cause de la mauvaise santé du nouveau roi.
Jeanne souhaite quant à elle se fiancer à Edward Seymour (1539 – 1621), comte de Hertford, le fils aîné du lord-protecteur. Mais, dans le même temps, sa mère est en pourparlers avec le duc de Northumberland John Dudley, désireux de marier son propre fils Guilford. Lady Jeanne s’alarme de l'union qui lui est proposée car elle exècre les Dudley. Lady Frances parvient toutefois à « persuader » sa fille (qu'elle n'hésite pas à frapper pour l'occasion) et le mariage est finalement célébré le 25 mai 1553. Le même jour, sa sœur Catherine épouse en premières noces le comte de Pembroke Henry Herbert, avant de convoler sept ans plus tard avec l'ancien favori de Jeanne, Edward Seymour lui-même.

### Lutte pour le pouvoir
Jeanne Grey est en droit de revendiquer le trône anglais par sa mère Frances, descendante d'Henri VII, puisqu'elle était la fille de Marie Tudor, la sœur cadette d'Henri VIII. Conformément au Troisième Acte de Succession, Jeanne ne peut monter sur le trône que si les héritières directes d’Henri VIII, Marie et Élisabeth, s’avèrent incapables d'accéder à cette position.
La fondation de l’Église anglicane par Henri VIII a engendré une élite non catholique, enrichie par la dissolution des monastères. Quand la nouvelle leur parvient que le roi Édouard est mourant, les personnalités de cette nouvelle aristocratie, le duc de Northumberland John Dudley (beau-père de Jeanne Grey) en tête, conspirent contre Marie qui préconise un retour au catholicisme. Le rétablissement de l'autorité de l'Église catholique romaine en Angleterre est seul à même de priver la noblesse anglicane de sa toute récente richesse. C'est dans le but de déjouer ce plan qu'Édouard, sur son lit de mort, privilégie par lettre patente Jeanne afin de lui succéder aux dépens de Marie, l'héritière légitime.
Les bases juridiques sur lesquelles reposent les revendications de Jeanne pour le trône sont toutefois très fragiles. Édouard a en effet transgressé la loi anglaise en déshéritant Marie. Cette dernière fait valoir selon l'Acte de Trahison de 1547, que cette lettre patente peut être définie comme acte de haute trahison. Marie est considérée comme légitime selon le Troisième Acte, et Jeanne comme usurpant le trône.

### Accession au trône
Édouard VI meurt le 6 juillet 1553 et le duc de Northumberland proclame Jeanne reine d'Angleterre quatre jours plus tard. Elle élit domicile à la tour de Londres, où les monarques anglais séjournaient habituellement entre leur accession au pouvoir et leur couronnement. Elle refuse toutefois de conférer le titre de « roi » à son époux Guilford Dudley, proposant de le créer duc de Clarence.

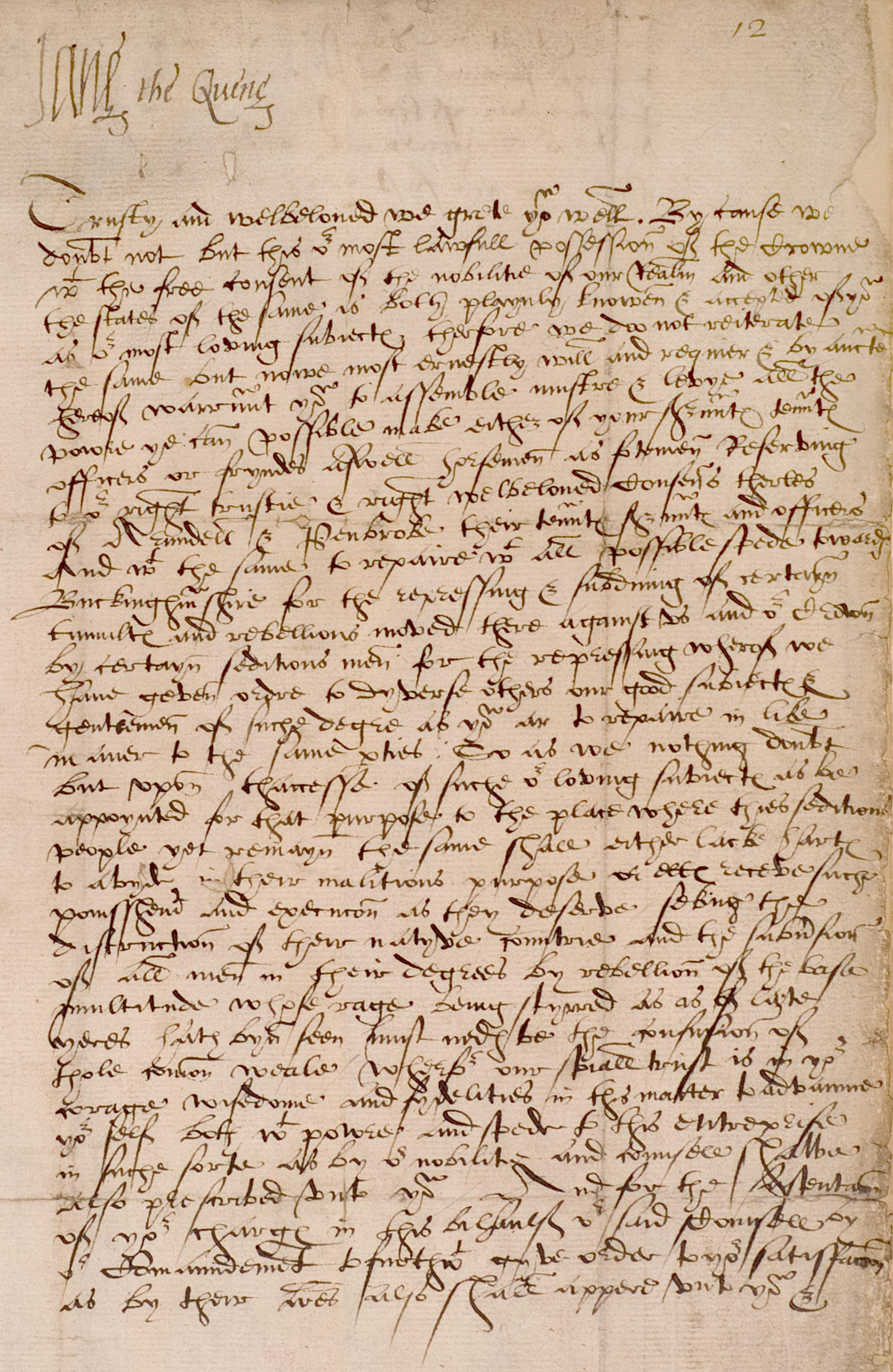
Une lettre signée par Jane the Quene.

De son côté, le duc de Northumberland doit faire face à plusieurs défis afin de consolider le pouvoir acquis par les anglicans. Il souhaite notamment arrêter et mettre au secret la princesse Marie avant qu'elle ne récolte suffisamment d'appuis pour la cause qu'elle défend. Informée des intentions du duc, l'intéressée s'enferme derrière les murs du château de Framlingham, dans le Suffolk. En seulement neuf jours, elle réussit à mobiliser assez de membres de la noblesse pour retourner à Londres le 19 juillet, à la tête d'une procession triomphale. Le Parlement est alors contraint de reconnaître Marie en tant que reine légitime. La nouvelle souveraine commence par faire emprisonner Jeanne Grey et son époux dans les geôles de la tour de Londres sous l'inculpation de haute trahison, et elle commande l'exécution du duc de Northumberland, le 21 août 1553.

### Exécution

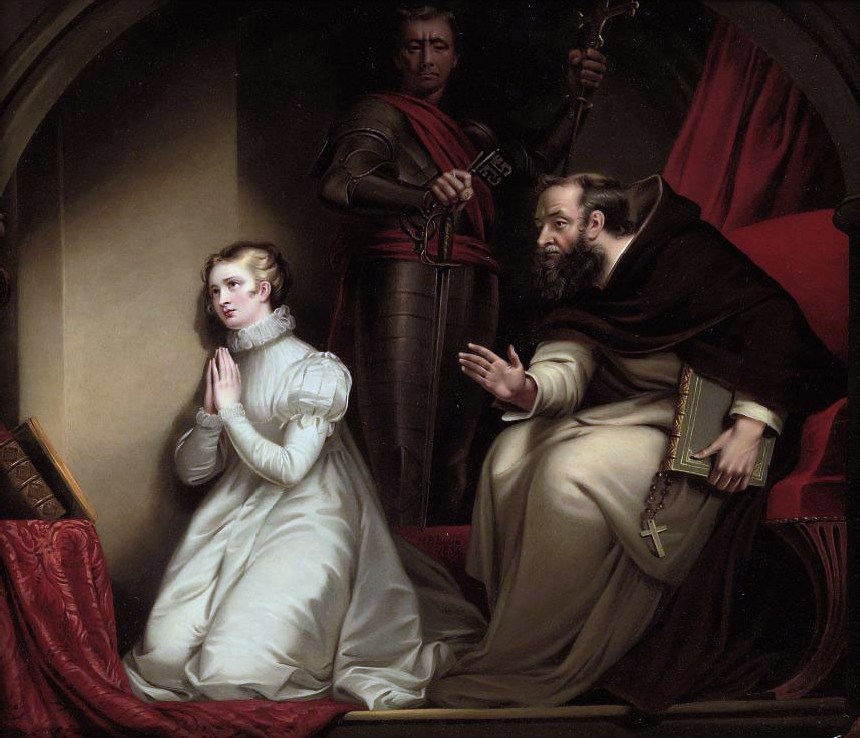
Jeanne s'entretenant avec John Feckenham, peu avant son exécution, émail sur cuivre, 1833.

L’ambassadeur au Saint-Empire romain germanique est chargé d'annoncer à Charles Quint que Marie a l’intention d’épargner Jeanne ainsi que le tout nouveau duc de Clarence, son conjoint. Cependant, la rébellion anglicane dirigée par Thomas Wyatt en janvier 1554, bien qu’ils ne soient pas impliqués directement, achève de décider de leur sort. La révolte de Wyatt est en effet la conséquence directe du mariage entre Marie et le futur roi catholique d’Espagne, Philippe II.
Parmi les anglicans exigeant le retour de Jeanne Grey sur le trône figure le propre père de la jeune femme, le duc de Suffolk. Les conseillers de Marie la poussent alors à exécuter la « reine de neuf jours » afin d'étouffer dans l’œuf ce soulèvement politique. Cinq jours après l’arrestation de sir Thomas Wyatt, la reine signe les ordres d’exécution de lady Jeanne Grey et lord Guilford Dudley.

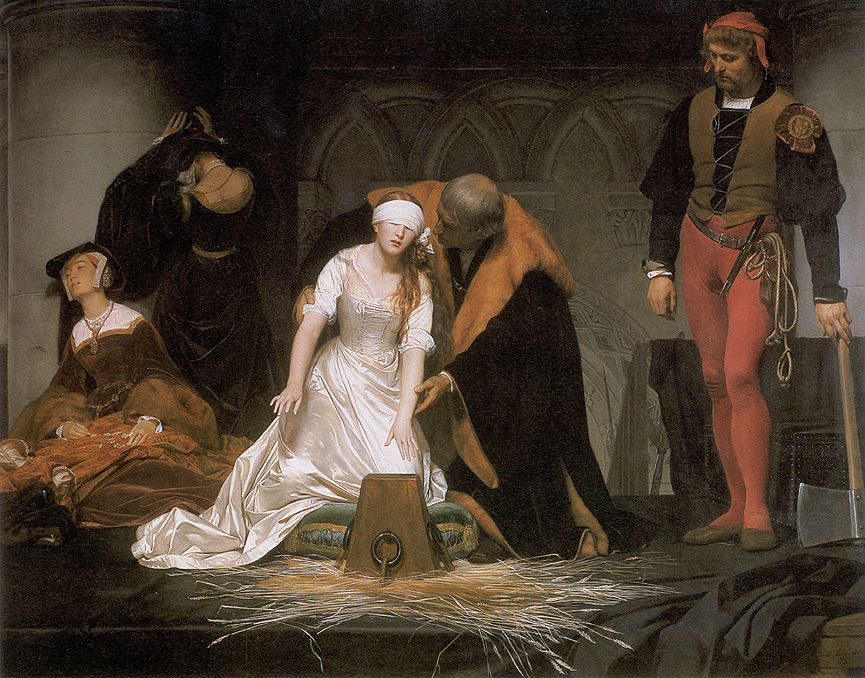
Le Supplice de Jane Grey par Paul Delaroche, huile sur toile, 1833, NPG, Londres.

Au matin du 12 février 1554, les autorités compétentes mènent Guilford Dudley à l’échafaud afin qu'il soit décapité en public. On renvoie ensuite son corps dans l'enceinte de la tour de Londres, pour qu'il soit visible depuis l'endroit où Jeanne est retenue captive. Sur ordre de la reine, on entraîne ensuite la jeune veuve jusqu'à Tower Green, une petite étendue de gazon dans l'enceinte de la tour, afin qu'elle y soit exécutée à son tour, à l'abri des regards du plus grand nombre (une telle procédure ne s’appliquant en principe qu’aux personnalités de sang royal). En montant sur l’échafaud, elle s’adresse aux quelques personnes autorisées encore présentes à ses côtés :

« Gens de bien, je viens ici pour mourir, condamnée par la loi au même lot. L’acte contre la majesté était illégitime, comme ma participation : mais ce jour, pour autant que je l’aie désiré et en aie ambitionné l’achèvement, j’en lave les mains, devant Dieu et devant vous, bons chrétiens. »

Elle récite ensuite le psaume 50 Miserere mei Deus (« Ô Dieu, aie pitié de moi ») en anglais et donne ses gants ainsi que son mouchoir à une dame d’honneur. John Feckenham, chapelain catholique, n'ayant pas réussi à convertir Jeanne Grey, reste malgré tout près d'elle. Elle est mise à genoux et avant de se bander elle-même les yeux, elle pardonne d'avance à son bourreau tout en le suppliant de la « dépêcher promptement ». Ayant résolu de mourir avec dignité mais s'avérant incapable de se diriger droit vers le billot à cause du bandeau, elle s'exclame : « Que dois-je faire ? Où est-il [le billot] ? » (« What shall I do? Where is it? »).
Après qu’une main inconnue l'y a menée (sans doute sir Thomas Brydges, sous-lieutenant de la tour de Londres), elle cite les dernières paroles du Christ telles que les rapporte l'Évangile selon Luc : « Seigneur, entre vos mains, je remets mon esprit ! » Le bourreau abat ensuite sa hache sur le cou de Jeanne, séparant son corps de sa tête, puis il saisit cette dernière par les cheveux et s'écrie : « Périssent ainsi les ennemis de toute reine. C'est la tête d'une traîtresse ! »
À ce moment-là, la reine a déjà emprisonné le père de la suppliciée, le duc de Suffolk, pour sa participation à la révolte de Wyatt. Il est exécuté une semaine plus tard, le 19 février.
Lady Jeanne et son mari reposent dans la chapelle royale de Saint-Pierre-aux-Liens (St Peter-ad-Vincula) dans l'enceinte de la tour de Londres.

## Dans les arts et la culture populaire

### Filmographie

#### Cinéma
L'ascension et la chute de lady Jeanne Grey sont racontées, sur fond de sa relation amoureuse avec son mari lord Guilford Dudley, dans le film britannique The Tower of London, réalisé en 1926 par Maurice Elvey, avec Isobel Elsom dans le rôle de lady Jane Grey, ainsi que dans Marie Tudor de Robert Stevenson et dans un autre film britannique sorti en 1986 et intitulé Lady Jane, réalisé par sir Trevor Nunn, avec Helena Bonham Carter dans le rôle de Jane.

#### Séries télévisées
La série My Lady Jane (2024), produite par Amazon Prime, présente une version alternative de l’histoire de la royauté anglaise, où se mêlent des éléments fantastiques avec les réels personnages historiques. Jeanne Grey est interprétée par Emily Bader (en).

### Littérature

#### Roman
La femme de lettres, journaliste et féministe italienne Clelia Romano Pellicano utilisait le pseudonyme « Jane Grey ». Philippa Gregory est autrice du roman historique Reines de sang, évoquant Jane Grey et ses sœurs Catherine et Marie. Daniel Charneux lui consacre son roman Si près de l'aurore, Luce Wilquin, 2018, prix Maurice et Gisèle Gauchez-Philippot, 2018, et prix Alex Pasquier, 2018.

### Musique
Henri Kling composa en 1883 Jane Gray, une fantaisie dramatique pour orchestre d'harmonie ou fanfare, un an après Anne Boleyn.